# Dzsámnagar
Dzsámnagar (angol: Jamnagar, gudzsaráti: જામનગર) , korábban Navánagar (Nawanagar) város India nyugati részén, Gudzsarát szövetségi államban, a Kathiawar-félszigeten. Lakossága 530 ezer fő volt 2011-ben, elővárosokkal kb. 600 ezer fő.
Dzsámnagar "dzsámjai" (fejedelmei), dzsadedzsa rádzsputok 1540-ben alapították a várost.

## Jellemzők
Ma gazdasági, kulturális központ. A város számos iparága között van a bandhni (gudzsaráti: બાંધણી), a csomózott-festett szőttesek készítésének sajátos változata. Nevezetes az ájurvédikus főiskolája, ahol a gyógynövényekre alapozott ősi indiai orvostudományt tanítják. 
A város közelében a Reliance kőolajfinomítója és a kapcsolódó petrolkémiai üzemek állnak.

## Demográfia
| 2011 | 479 920 |

## Fordítás
- Ez a szócikk részben vagy egészben  a   Jamnagar című angol Wikipédia-szócikk fordításán alapul.  Az eredeti cikk szerkesztőit annak laptörténete sorolja fel. Ez a jelzés csupán a megfogalmazás eredetét és a szerzői jogokat jelzi, nem szolgál a cikkben szereplő információk forrásmegjelöléseként.